# 태초 (서진)
태초(太初)는 중국 서진(西秦) 무원왕(武元王)의 첫 번째 연호이다. 388년 6월에서 400년 7월까지 12년 1개월 동안 사용하였다. 400년 7월, 후진(後秦)의 공격을 받은 무원왕이 남량(南凉)으로 망명함으로써 서진은 첫 번째로 멸망하였다.
같은 시기에 사용된 다른 연호로는 동진(東晉)에서 사용한 태원(太元 : 376년 ~ 396년), 융안(隆安 : 397년 ~ 401년), 전진(前秦)에서 사용한 태초(太初 : 386년 ~ 394년), 연초(延初 : 394년), 후연(後燕)에서 사용한 건흥(建興 : 386년 ~ 396년), 영강(永康 : 396년 ~ 398년), 영강(永康 : 396년 ~ 398년), 청룡(靑龍 : 398년), 건평(建平 : 398년), 장락(長樂 : 399년 ~ 401년), 후진(後秦)에서 사용한 건초(建初 : 386년 ~ 394년), 황초(皇初 : 394년 ~ 399년), 홍시(弘始 : 399년 ~ 416년), 후량(後凉)에서 사용한 태안(太安 : 386년 ~ 389년), 인가(麟嘉 : 389년 ~ 396년), 용비(龍飛 : 396년 ~ 399년), 함녕(咸寧 : 399년 ~ 401년), 북량(北凉)에서 사용한 신새(神璽 : 397년 ~ 399년), 천새(天璽 : 399년 ~ 401년), 남량(南凉)에서 사용한 태초(太初 : 397년 ~ 399년), 건화(建和 : 400년 ~ 402년), 남연(南燕)에서 사용한 건평(建平 : 400년 ~ 405년), 서연(西燕)에서 사용한 중흥(中興 : 386년 ~ 394년), 적위(翟魏)에서 사용한 건광(建光 : 388년 ~ 391년), 정정(定鼎 : 391년 ~ 392년), 북위(北魏)에서 사용한 등국(登國 : 386년 ~ 396년), 황시(皇始 : 396년 ~ 398년), 천흥(天興 : 398년 ~ 404년)이 있다.

## 연대대조표
| 태초                | 원년                                | 2년                 | 3년             | 4년                 | 5년        | 6년        | 7년                 | 8년        | 9년                  | 10년            |
| 서력                | 388년                               | 389년               | 390년           | 391년               | 392년      | 393년      | 394년               | 395년      | 396년                | 397년           |
| 육십간지 (六十干支) | 무자(戊子)                          | 기축(己丑)          | 경인(庚寅)      | 신묘(辛卯)          | 임진(壬辰) | 계사(癸巳) | 갑오(甲午)          | 을미(乙未) | 병신(丙申)           | 정유(丁酉)      |
| 동진 (東晉)         | 태원(太元) 13년                     | 14년                | 15년            | 16년                | 17년       | 18년       | 19년                | 20년       | 21년                 | 융안(隆安) 원년 |
| 전진 (前秦)         | 태초(太初) 3년                      | 4년                 | 5년             | 6년                 | 7년        | 8년        | 9년 연초(延初) 원년 | -          | -                    | -               |
| 후연 (後燕)         | 건흥(建興) 3년                      | 4년                 | 5년             | 6년                 | 7년        | 8년        | 9년                 | 10년       | 11년 영강(永康) 원년 | 2년             |
| 후진 (後秦)         | 건초(建初) 3년                      | 4년                 | 5년             | 6년                 | 7년        | 8년        | 9년 황초(皇初) 원년 | 2년        | 3년                  | 4년             |
| 후량 (後凉)         | 태안(太安) 3년                      | 4년 인가(麟嘉) 원년 | 2년             | 3년                 | 4년        | 5년        | 6년                 | 7년        | 8년 용비(龍飛) 원년  | 2년             |
| 북량 (北凉)         | -                                   | -                   | -               | -                   | -          | -          | -                   | -          | -                    | 신새(神璽) 원년 |
| 남량 (南凉)         | -                                   | -                   | -               | -                   | -          | -          | -                   | -          | -                    | 태초(太初) 원년 |
| 서연 (西燕)         | 중흥(中興) 3년                      | 4년                 | 5년             | 6년                 | 7년        | 8년        | 9년                 | -          | -                    | -               |
| 적위 (翟魏)         | 건광(建光) 원년                     | 2년                 | 3년             | 4년 정정(定鼎) 원년 | 2년        | -          | -                   | -          | -                    | -               |
| 북위 (北魏)         | 등국(登國) 3년                      | 4년                 | 5년             | 6년                 | 7년        | 8년        | 9년                 | 10년       | 11년 황시(皇始) 원년 | 2년             |
| 태초                | 11년                                | 12년                | 13년            |                     |            |            |                     |            |                      |                 |
| 서력                | 398년                               | 399년               | 400년           |                     |            |            |                     |            |                      |                 |
| 육십간지 (六十干支) | 무술(戊戌)                          | 기해(己亥)          | 경자(庚子)      |                     |            |            |                     |            |                      |                 |
| 동진 (東晉)         | 2년                                 | 3년                 | 4년             |                     |            |            |                     |            |                      |                 |
| 후연 (後燕)         | 3년 청룡(靑龍) 원년 건평(建平) 원년 | 장락(長樂) 원년     | 2년             |                     |            |            |                     |            |                      |                 |
| 후진 (後秦)         | 5년                                 | 6년 홍시(弘始) 원년 | 2년             |                     |            |            |                     |            |                      |                 |
| 후량 (後凉)         | 3년                                 | 4년 함녕(咸寧) 원년 | 2년             |                     |            |            |                     |            |                      |                 |
| 북량 (北凉)         | 2년                                 | 3년 천새(天璽) 원년 | 2년             |                     |            |            |                     |            |                      |                 |
| 남량 (南凉)         | 2년                                 | 3년                 | 건화(建和) 원년 |                     |            |            |                     |            |                      |                 |
| 남연 (南燕)         | -                                   | -                   | 건평(建平) 원년 |                     |            |            |                     |            |                      |                 |
| 북위 (北魏)         | 3년 천흥(天興) 원년                 | 2년                 | 3년             |                     |            |            |                     |            |                      |                 |

## 같이 보기
- 다른 왕조의 같은 연호
  - 전한(前漢) 태초(기원전 104년 ~ 기원전 101년)
  - 전진(前秦) 태초(386년 ~ 393년)
  - 남량(南凉) 태초(397년 ~ 399년)
  - 유송(劉宋) 태초(453년)

- 중국의 연호

| 이전 연호 건의(建義) | 중국의 연호 서진(西秦) | 다음 연호 경시(更始) |